# Olga Petrova (futbolista)
Olga Yevguénievna Petrova (9 de julio de 1986) es una futbolista rusa que juega como lateral en el VDV Riazan.
Comenzó en el Esenya Rybnoye de Segunda (2001-03) y debutó en Primera con el Nadezhda Noginsk (2003-04) antes de asentarse en el FK Rossiyanka (2004-13), con el que debutó en la Champions League en la 2007-08.
En 2014 pasó brevemente por el VfL Wolfsburgo, vigente campeón de la Champions, pero solo jugó en el filial. Al regresar a Rusia, fichó ese mismo año por el VDV Riazan.
Con la selección rusa ha jugado las Eurocopas 2009 y 2013.